# Charles Malato
Charles Malato (Toul, Lorena, 7 de septiembre de 1857 - París, 7 de noviembre de 1938) fue un anarquista francés de origen italiano, escritor y publicista.
Militante anarquista, fue igualmente francmasón. Desde la década de 1880 y hasta la Primera Guerra Mundial fue una figura notable del anarquismo en Francia y un «punto de unión» del movimiento libertario europeo.

## Biografía
Su familia provenía de la nobleza, ya que fueron condes de Nápoles. Su padre fue defensor de la comuna de París, por lo que fue deportado junto a un Charles de 17 años a Nueva Caledonia en 1874. Allí conoció a Louise Michel, con quien participó en la revolución de los kanaks de 1878. Educado en un ambiente republicano socialista y comunista, se acercó al anarquismo a partir de 1885, militando enseguida muy activamente.
Funda la Ligue Cosmopolite, donde entre otras cosas defendió el ilegalismo, razón por la que es condenado a quince meses de prisión y expulsado de Francia en 1892, bajo el cargo de "incitar el asesinato, saqueo e incendio". Se establece en Londres donde se casa con una conocida compositora; dentro del caso Dreyfus, anima el Journal du peuple con Sébastien Faure y toma parte en el "comité revolucionario" encargado de responder a los eventos de los nacionalistas.
Desde Londres también dirige una campaña internacional contra el proceso de Montjuïc. Retorna a Francia, donde por su amistad cercana con el educador español Francisco Ferrer se le imputa en 1905 la participación en un atentado contra el rey Alfonso XIII de España, el juicio comienza el 27 de noviembre, donde al final es absuelto.
Entre 1907 y 1914, Charles Malato trabaja para los diarios La Guerre Sociale y La Bataille syndicaliste. Desde el comienzo de la Primera Guerra Mundial, da su apoyo a los Aliados, por lo que firma el "Manifiesto de los 16", que causó polémica dentro del movimiento anarquista.

## Pensamiento
Malato, al igual que sus contemporáneos Malatesta, Gautier y Faure; desconfiaba de la acción de masas y no veía en ellas un potencial transformador per sé, por lo que afirmaba que han de ser los individuos conscientes los que deben hacer madurar la anarquía. En el terreno táctico apoyaba la utilización de cualquier circunstancia para desprestigiar al Estado ante la opinión pública.
En su obra principal, La Philosophie de l'Anarchie (Filosofía del anarquismo, 1889; 141 págs.), expone de forma sencilla los diferentes aspectos de aplicación del anarquismo (pedagogía, religión, matrimonio, derecho penal, defensa). Define la anarquía como una sociedad fundamentada en los principios de libertad individual, un economía definida por la universalización de la propiedad y una organización política realizada a través de redes sociales.

## Obra
- L’Assassinat de Ferrer, 1911.
- Avant l’heure, 1887.

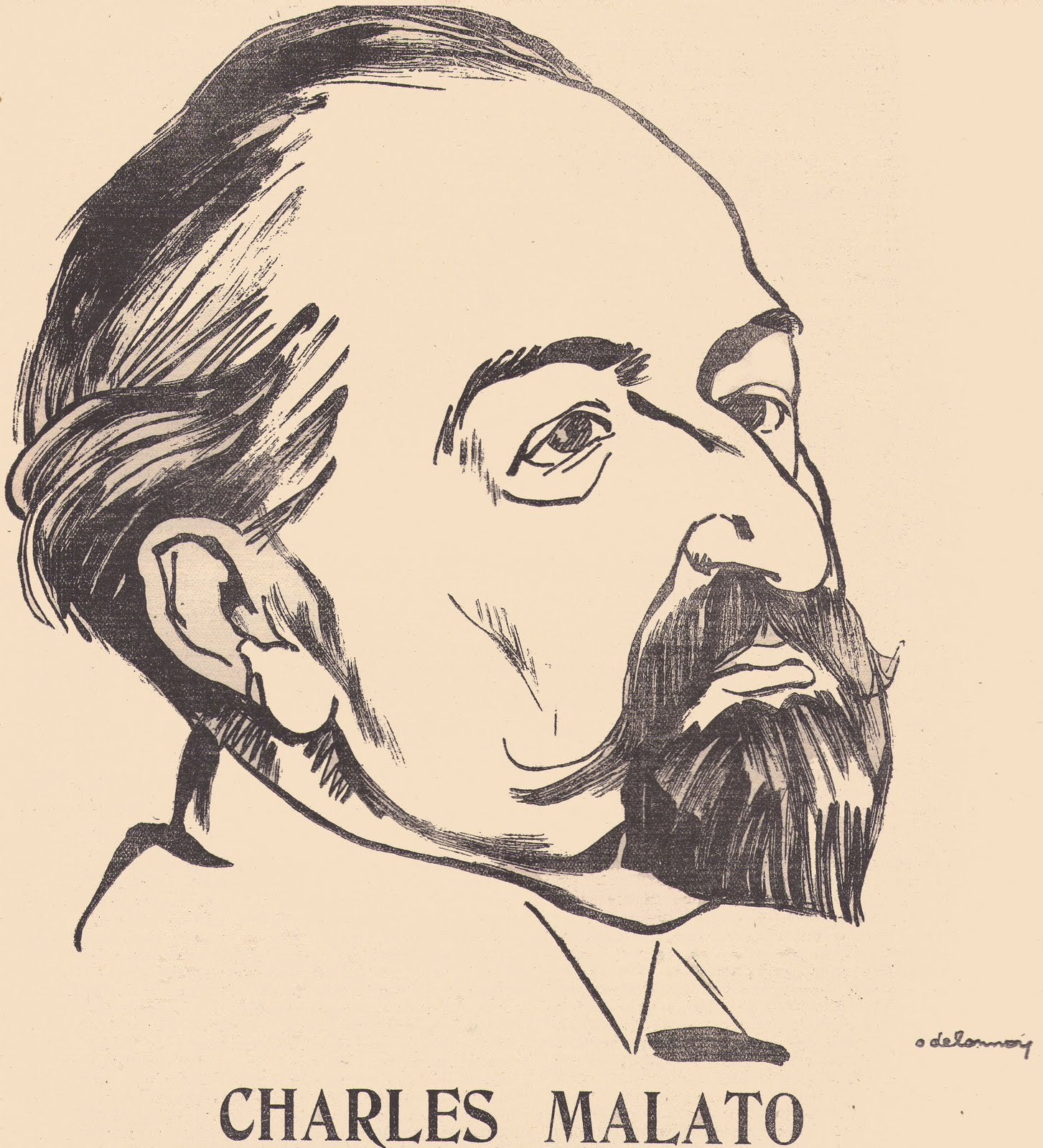
Caricatura de Malato por Delannoy (1909).

- Barbapoux, drame satirique en 2 actes, 1901.
- César, pièce satirique en 2 actes, s.d.
- Les Classes sociales au point de vue de l'évolution zoologique, 1907.
- De la Commune à l'anarchie, 1894.
- Entre deux amours, 1880 ?
- Les Forains, 1925.
- La Grande Grève, roman social, 1905.
- Les Joyeusetés de l’exil, 1897.
- Le Nouveau Faust, 1919.
- Perdu au Maroc, s.d.
- Philosophie de l'anarchie, 1889.
- Pierre Vaux ou Les Malheurs d'un instituteur, s.d.
- Prison fin-de-siècle. Souvenirs de Pélagie.
- Révolution chrétienne et révolution sociale1891.
- À l'Ile des Pins, 1905.
- Con Ernest Gegout y Théophile Alexandre Steinlen: Prison fin de siècle. Souvenirs de Pélagie, 1891.